# Jour blanc (film)
Pour les articles homonymes, voir Jour blanc et Jour de neige.
Pour plus de détails, voir Fiche technique et Distribution.
Jour blanc (Snow Day) ou Jour de neige au Québec  est un film américain réalisé par Chris Koch, sorti en 2000.

## Synopsis
Les élèves d'une école primaire essaient de rester en congé à la suite d'une tempête de neige. Natalie Brandston (Zena Grey (de)), leur chef, tente par tous les moyens d'empêcher le déneigement des rues par le conducteur du chasse-neige surnommé « Monsieur Chasse-neige ». En parallèle, son frère adolescent Hal (Mark Webber) essaie de gagner le cœur de Claire Bonner (Emmanuelle Chriqui), la fille la plus populaire de l'école, avec l'aide de Laura Leonard (Schuyler Fisk) son amie d'enfance. Finalement, le météorologue de service à la télévision locale, Tom Brandston (Chevy Chase), se bat pour son gagne-pain contre son concurrent, Chad Symmonz (John Schneider), qui a été engagé pour son apparence plutôt que ses connaissances.
Nathalie et ses amis réussissent à prendre le contrôle du véhicule et remettent la neige dans les rues. Hal découvre que c'est Laura qu'il aime et le météorologue Tom réussit à démasquer son compétiteur.

## Fiche technique
- Titre français : Jour blanc
- Titre original : Snow Day
- Titre québécois : Jour de neige
- Réalisation : Chris Koch
- Scénario : Will McRobb & Chris Viscardi
- Musique : Steve Bartek
- Photographie : Robbie Greenberg
- Montage : David Finfer
- Production : Albie Hecht & Julia Pistor
- Sociétés de production : New Faction Pictures, Nickelodeon Movies, Paramount Pictures & Snow Day Productions
- Société de distribution : Paramount Pictures
- Pays :  États-Unis
- Langue : Anglais
- Format : Couleur - Dolby Digital - DTS - 35 mm - 1.85:1
- Genre : Comédie
- Budget : 13000000 $
- Durée : 89 min
- Date de sortie :
  -  France : 15 novembre 2000

## Distribution
- Mark Webber : Hal Brandston
- Schuyler Fisk : Lane Leonard
- Zena Grey (de) : Natalie "Nats" Brandston
- Chris Elliott : Roger Stubblefield dit L'homme au chasse-neige
- Jean Smart : Laura Brandston
- Chevy Chase (VF : Jean-Luc Kayser) : Tom Brandston
- Emmanuelle Chriqui : Claire Bonner
- Josh Peck : Wayne Alworth
- David Paetkau : Chuck Wheeler
- Pam Grier : Tina
- John Schneider : Chad Symmonz
- Jade Yorker : Chet Felker
- Connor Matheus : Randall Todd "Randy" Brandston
- J. Adam Brown : Bill Korn
- Iggy Pop : M. Zellweger
- Damian Young : Le principal Weaver
- Kea Wong : Paula
- Carly Pope : Fawn
- Rozonda Thomas : Mona

## Anecdotes
- Le film a été filmé à Cedarburg (Wisconsin) ainsi qu'à Edmonton et Calgary au Canada. L'idée devait être tirée d'une télésérie produite par Nickelodeon intitulée The Adventures of Pete and Pete mais un scénario original fut finalement écrit pour le long métrage.
- Josh Peck et Zena Grey se retrouveront un an plus tard dans le film Max Keeble's Big Move.